# Малая Бокла
Малая Бокла — река в России, протекает по территории Бугурусланского района Оренбургской области.

## География и гидрология
Малая Бокла правобережный приток реки Бокла, её устье находится в 20 километрах от устья реки Бокла (окрестности села Русская Бокла). Длина реки составляет 14 километров. Площадь водосборного бассейна — 58,2 км².

## Этимология
Бокла — река с высоким берегом, от русского бок (берег реки), Малой названа потому, что вливается в Большую Боклу.

## Данные водного реестра
По данным государственного водного реестра России относится к Нижневолжскому бассейновому округу, водохозяйственный участок реки — Большой Кинель от истока и до устья, без реки Кутулук от истока до Кутулукского гидроузла. Речной бассейн реки — Волга от верхнего Куйбышевского водохранилища до впадения в Каспий.
Код объекта в государственном водном реестре — 11010000812112100007954.